# ダイナマイト・キッド
ザ・ダイナマイト・キッド（The Dynamite Kid、本名：Thomas Billington、1958年12月5日 - 2018年12月5日）は、イギリス出身のプロレスラー。日本ではリングネームをそのまま直訳し「爆弾小僧」などの異名を持った。
英国マットを経てカナダのカルガリーで頭角を現し、1980年代後半はWWFでも活躍。過剰なまでの受身で対戦相手の攻撃を引き出す一方で、スピーディかつ直線的、自らの危険すら顧みない妥協なき攻撃スタイルから「剃刀戦士（カミソリ・ファイター）」とも形容された。このスタイルは後世のレスラーらにも多大な影響を与え、彼を目標に掲げるレスラーは今なお多い。

## 来歴

### キャリア初期
元プロレスラーのテッド・ベトレーに師事し、彼の紹介でビリー・ライレー・ジムにも出稽古に行くなどしてシュート・レスリングを学び、1975年に17歳でデビュー。ビッグ・ダディらクラブトリー3兄弟の主宰するジョイント・プロモーションズを活動拠点に、1977年はローラーボール・マーク・ロコと抗争、1978年1月25日にはジム・ブリークスからブリティッシュ・ウェルター級王座を奪取した。
1978年4月にカナダのカルガリーへ渡り、スチュ・ハート主宰のスタンピード・レスリングに参戦して、キューバン・アサシンを相手に地区デビューを果たす。以降もカルガリーに定着し、6月には同じく英国出身のノーマン・フレデリック・チャールズ3世との王座決定戦を制して、英連邦ミッドヘビー級王座の初代王者に認定されている。以後、翌年下期にかけてブレット・ハートと同王座を争い、元NWA世界ジュニアヘビー級王者のネルソン・ロイヤルとも対戦した。

### 国際プロレス参戦
1979年7月、「英連邦ジュニアヘビー級王者」として国際プロレスの『'79ビッグ・サマー・シリーズ』に初来日。7月19日の北海道木古内町大会での初戦では、寺西勇を相手に30分時間切れ引き分け。7月20日には秋田県大館市で阿修羅・原が保持するWWU世界ジュニアヘビー級王座に挑戦してダブル・カウントアウト、翌7月21日には新潟県村上市で原と国際プロレス初のラウンド制のダブル・タイトルマッチを行い、4分7ラウンドの時間切れで引き分けている（この3試合は東京12チャンネル『国際プロレスアワー』で録画中継された）。国際プロレス来日時のギャラは、カルガリーにおけるギャラの週400ドルを上回る週1000ドルだったとされる。
しかし、同時期に国際プロレスと提携していた新日本プロレスもスタンピード・レスリングに急接近し、初来日直後の同年8月にアントニオ猪木、坂口征二、藤波辰巳のカルガリー遠征を実施、テレビ朝日『ワールドプロレスリング』の90分特番において、8月18日に行われた藤波VSキッドのWWFジュニアヘビー級王座戦を録画中継した。翌1980年1月、国際プロレスはキッドの再来日を予定していたものの（国際プロレスの吉原功社長はキッドを日本陣営に入れて、同時参加のキラー・カール・クラップやジプシー・ジョーと対戦させる予定だったという）、最終的には新日本プロレスへの移籍が決定する。

### 新日本プロレス参戦
1980年1月開幕の『'80新春黄金シリーズ』において新日本プロレスに初登場。1月25日の岡山武道館大会でスキップ・ヤングを破り藤波への挑戦権を獲得し、2月5日の愛知県体育館大会で藤波のWWFジュニアヘビー級王座に再挑戦した。シリーズ中は外国人エース格のスタン・ハンセンとタッグを組み、猪木&藤波の師弟コンビとも対戦している。その後も新日本のジュニアヘビー級戦線で活躍し、1981年4月23日には蔵前国技館において初代タイガーマスクのデビュー戦の相手を務めた。以降もタイガーマスクと幾多の名勝負を残したが、双方にとって身体に相当の負担を蓄積させることにもなった。その間の1982年1月15日には、姫路にて星野勘太郎と喧嘩試合を展開している。タイガーマスクの引退後はザ・コブラと抗争。1984年1月に開催されたWWFジュニアヘビー級王座決定リーグ戦では、コブラおよび従兄弟のデイビーボーイ・スミスとの三つ巴決勝戦を制して新王者となった。
この間、北米ではカルガリーを主戦場にしつつアメリカ合衆国本土にも進出。1982年8月30日には新日本のブッキングでニューヨークのマディソン・スクエア・ガーデンに初登場し、タイガーマスクと対戦している。1983年はオレゴン州ポートランドを拠点とする太平洋岸北西部のPNW（パシフィック・ノースウエスト・レスリング）で活動。9月7日にカート・ヘニングを破りNWAパシフィック・ノースウエスト・ヘビー級王座を獲得、11月12日にはジ・アサシン（デビッド・シェラ）と組んでヘニング&バディ・ローズから同タッグ王座を奪取した。PNWでは反米ギミックのヒールとなって、TVインタビューにおいて星条旗に火をつけて燃やしたこともあった。本拠地のスタンピード・レスリングでは、1984年3月9日にキラー・カーンを破りフラッグシップ・タイトルの北米ヘビー級王座を獲得している。

### 全日本プロレス参戦
同時期、キッドは新日本プロレスにおいてデイビーボーイ・スミスをパートナーに活動しており、1984年11月16日に開幕する新日本の『第5回MSGタッグ・リーグ戦』にもスミスとのコンビで出場が予定されていた。同年9月、全日本プロレスも『'84世界最強タッグ決定リーグ戦』の参加7チームと対戦カードを発表。その席でジャイアント馬場は「もう一つ8番目のチームの参加を予定している。近日中に記者発表できると思うが、NWA系のかなりの大物チーム」とコメントした。
11月13日、キッドはスミスと共に成田空港着のカナダ太平洋航空機で来日。空港に来ていたマスコミ陣はキッド&スミスが『第4回MSGタッグ・リーグ戦』に参戦するものと思っていたが、キッドは全日本プロレスの米沢良蔵渉外部長と握手した後「自分たちはニュージャパンではない。オールジャパンへ来た」と、11月22日に開幕する『'84世界最強タッグ決定リーグ戦』への参戦を表明。馬場がコメントしていた「8番目のチーム」は、キッド&スミスだと明らかになった。新日本のシリーズに出場が予定されていた両者が、対抗団体である全日本のシリーズに参戦するという衝撃的な移籍劇だった。キッド&スミスは翌14日に、馬場とブッカーのミスター・ヒト同席の下でキャピトル東急ホテルにて事情説明を行った。この席でキッドは「（カルガリーに侵攻した）WWFと太いパイプでつながっている新日本に出場するわけにはいかない」とコメントした他、馬場も「同時期に新日本が呼んでいた選手だけに使いたくはなかった。しかし、NWA側の意向とキッドとスミスの強い要望があったので、登場させることにした。アメリカのレスリング・ウォーの副産物。NWA副会長の立場としてキッドとスミスを使う」などとコメントした。この移籍劇は、あくまでも当時新日本が提携していたWWFのカルガリー侵攻に対する反発であり、全日本サイドもアメリカでのNWA対WWFのレスリング・ウォーが原因であるとして、引き抜きではないことを主張していた。
この事態を受け、MSGタッグ・リーグ戦の立会人として来日していたWWFの総帥ビンス・マクマホン・ジュニアは、新日本の坂口副社長の橋渡しで馬場とトップ会談。選手引き抜き問題に関して話し合ったとされる。しかし、翌1985年もキッド&スミスは日本では全日本プロレスを主戦場とする一方、アメリカでは「カルガリー侵攻に対する反発」などとされていたWWFに円満移籍しており、実際は単なる表敬訪問に終わっている。後に馬場は東京スポーツに対して、1981年に全日本と新日本の外国人引き抜き戦争が発生（アブドーラ・ザ・ブッチャーが新日本へ、タイガー・ジェット・シンとハンセンが全日本へそれぞれ移籍）した際、シンとハンセンの他にもキッドを引き抜く計画があったことを明かしている。なお、この時期よりキッドはウエイトアップを図り、スミス共々ヘビー級へ転向した（当時の公称として108kgまでビルドアップしたとされている）。移籍当時はテレビ朝日との契約問題がクリアされておらず、キッドの『'84世界最強タッグ決定リーグ戦』における試合は日本テレビ『全日本プロレス中継』では放送されなかった。

### WWF参戦

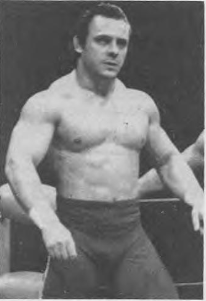
1987年

1985年3月よりWWFに本格参戦して、スミスとのベビーフェイスのタッグチーム「ブリティッシュ・ブルドッグス」で活躍。1986年4月7日にはレッスルマニア2のシカゴ大会において、ドリーム・チーム（グレッグ・バレンタイン&ブルータス・ビーフケーキ）からWWF世界タッグ王座を奪取した。シングルでは、 1985年11月7日のPPV『ザ・レスリング・クラシック』で行われた16人参加のワンナイト・トーナメントに出場。1回戦でニコライ・ボルコフ、2回戦でアドリアン・アドニスを破り勝ち進んだが、準決勝でランディ・サベージに敗退した。
1986年12月13日、カナダのハミルトンでのタッグマッチ（ブリティッシュ・ブルドッグスvsカウボーイ・ボブ・オートン&マグニフィセント・ムラコ）において、試合中のアクシデントにより椎間板に重傷を負った。この負傷は、キッドのその後の選手生命に大きな影響を与えることとなった。また、ブリティッシュ・ブルドッグスのライバルチームだったルージョー・ブラザーズのジャック・ルージョーとは犬猿の仲で、1988年にバックステージでの私闘騒ぎを起こしている。この事件も、心身ともにキッドにとって多大なダメージを負わせることとなった。

### キャリア後期
1988年末にWWFを離脱して、1989年からは再びスタンピード・レスリングおよび全日本プロレスへ復帰。1990年にデイビーボーイ・スミスとのコンビを解散してからはジョニー・スミスとニュー・ブリティッシュ・ブルドッグス（ブリティッシュ・ブルーザーズ）を結成、1991年4月6日に小橋健太&菊地毅を破りアジアタッグ王座を獲得した。スタンピード・レスリングではブッカー業務も手掛け、スモー・ハラこと北原光騎をカルガリーにブッキングしている。
1991年の世界最強タッグ決定リーグ戦最終日に行われた、ジョニー・スミスと組んでのジョニー・エース&サニー・ビーチ戦の試合直前に現役引退を表明。仲田龍リングアナが「お客様にお知らせいたします。次の試合に登場するダイナマイト・キッド選手は、本日この試合を最後に、現役を引退することとなりました」と告知すると、場内は大きな絶叫とどよめきに包まれた。試合はスミスのアシストを受けたキッドが代名詞のダイビング・ヘッドバットでピンフォール勝ちを収め、試合後には馬場や三沢光晴と握手を交わし、リング上で胴上げが行われた。
1993年7月に復帰。1996年10月にはみちのくプロレスの両国国技館大会に来日。ドス・カラス&小林邦昭とタッグを組み、初代タイガーマスク、ミル・マスカラス、ザ・グレート・サスケ組との対戦で久々に日本のファンの前へ姿を現したが、かつて誇った肉体美は面影もなく痩せ細り、体調の悪化が歴然としていた。

### 引退後
晩年は現役時代のステロイド剤を始めとする多種の薬物群の投与や、1986年に負った椎間板の大怪我（上述）等の影響で車椅子生活を余儀なくされていた。キッドの影響下にあったクリス・ベノワが死去した2007年には、CNNの取材で現役時代のステロイドと鎮痛剤の使用について語った。
2013年、ドキュメンタリー映画 "Dynamite Kid - A Matter of Pride" が完成。2月24日にマンチェスターのヒルトン・ホテルで行われたイベント試写会において、公の場へ久々に姿を見せた。
2016年10月5日、NHK BSプレミアムで放送された『アナザーストーリーズ 運命の分岐点』に出演。脳卒中に倒れ介護施設に入所中であったが、タイガーマスク（佐山聡）のことなら話したいと特別に取材を受け入れた。引退した年に再婚した2人目の妻も取材に応じ、キッドについて「（引退後は）とても穏やかな時間を過ごしました。良き夫であり父親でした。最初はそんな凄いレスラーだったなんて知りませんでした。私は彼の人柄に惹かれたんです」「タイガーマスクのことを話す時はいつも嬉しそうでした。今まで戦った中で最高のレスラーだと言っていました。たくさん試合をしたけど彼は一番だと」と語っている。
60歳の誕生日を迎えた2018年12月5日、死去したことが複数のメディアにより報じられた。訃報を受けた佐山は「偉大なライバルだったトミーが亡くなり、悲しみに暮れています」とコメント。翌12月6日、自身が主宰するリアルジャパンプロレスの後楽園ホール大会において、追悼の10カウントセレモニーが行われた。

## 追記
- 現役時代に結婚した夫人とはキッドの家庭内暴力を理由に離婚。元夫人は自分の喉元へショットガンを突きつけられたと主張しており、キッド本人もこれを認めていた。その一方でキッドは「当時自宅には弾丸が無く、弾が入っていない銃で脅してみせただけ」と弁明しており、真相は明らかになっていない。

- 現役当時は気難しいイメージで知られ、ファンサービスをほとんどしなかった。1982年1月1日の新日本プロレス後楽園ホール大会でのサインボール投げで、不機嫌そうな顔で客席に叩きつけるようにボールを投げ込む姿は『アメトーーク』のプロレス特集でも紹介された。また、試合前に行われていた花束嬢からの花束贈呈も、無愛想な態度で受け取らないことも多々あった。小橋建太は、少年時代にサインをお願いしようとしたが、差し出した色紙を投げ捨てられたエピソードを語っている（それを反面教師として、小橋はファンサービスに手を抜かないと誓ったという）。しかし、実際には自身を日本人レスラーに対する外国人レスラー、すなわちヒールと捉えていたので、ファンに対してもヒールとしての立場を貫き、敢えて無愛想に接していた側面がある[52]。佐山聡曰く本来は礼儀正しい性格で、英国マットではバックステージで大変慕われていたとのこと。

- タイガーマスクの負傷により空位となったベルトを賭けて小林邦昭と王座決定戦を行う際、試合前に女性アナウンサーから小林の印象を問われ「コバヤシなんか知らない。顔も見たこと無い。俺がチャンピオンだ」といかにもヒールらしい返答をしたが、アナウンサーの「サンキューベリーマッチ」という挨拶に対しては「ドーモ」と日本語で返す茶目っ気も見せた。また、1990年の世界最強タッグ決定リーグ戦への参戦時には、福澤朗アナウンサーが全日本プロレス中継内で実施していた「プロレスニュース」のインタビューに応じ、「日本語が話せるのですか?」の問いかけに対して、日本のスポーツ新聞を読みながら「ダイジョーブ。ドシタノ?  チクショー、ナンジャアコリャー」と真顔で答えてみせた。

## 得意技
ダイビング・ヘッドバット
ダイナマイト・キッドの爆弾ファイトを象徴する代表的なフィニッシュ技。マット上で仰向けに倒れている相手に向かって、トップロープからジャンプして飛び込み、自らの頭部を相手に打ちつける。コーナーから離れた相手に対して非常に長い飛行距離で放つ一方、コーナーのほぼ真下に倒れている相手への、倒れ込むように飛行距離の短い「直下式」も使用していた。キッドの場合、相手の頭部を狙って繰り出している点が最大の特長であった。新日本参戦初期に、石頭が自慢のスキップ・ヤングを頭部を狙ったダイビング・ヘッドバット一発でフォールした際、勝ち名乗りを受けるキッドの額は血に濡れていた。自らのダメージを顧みないキッドの特攻ファイトはこの一発で日本のプロレスファンのハートを鷲掴みにしたと言われる。さすがに自分に跳ね返って来るダメージを考慮してか、徐々に肩口や胸部を狙うようになった。ブリティッシュ・ブルドッグス時代にスミスのオクラホマ・スタンピードに続いてキッドがダイビング・ヘッドバットを投下するコンビネーションはブルドッグスの代名詞として、体格で勝る全日本プロレスの強豪達を大いに苦しめた。
ツームストーン・パイルドライバー
1983年4月の初代タイガーマスク戦でタイガーに頸椎損傷の重傷を負わせ、欠場に追い込んだ技。両手で相手の胴をクラッチする通常型と、相手の股間に片手を差し入れる欧州型を使い分けた。
高速ブレーンバスター
実況アナウンサーの若林健治は「名刀村雨」と呼んでいたこともある。一度両足で大きく踏み込んでから、一気に高速で低空式に反り投げるもので、そのイメージがナイフで切り裂くようであったから「剃刀ブレーンバスター」とも呼ばれた。巨漢のテリー・ゴディや、重量級のアブドーラ・ザ・ブッチャーも気合一閃投げ捨てた。クリス・ベノワや菊地毅が影響を受けて、ほぼ同じ形のブレーンバスターを使用。
ショルダー・ブロック
自身がウェイトに恵まれなかった故からパワーファイターとは違い、スピードを重視したタックル。相手が倒れなければ2発、3発、4発と倒れるまで見舞い続ける。自分よりも大きい相手に見舞っていくことが多かった、キッド独特のムーブの一つ。
バックドロップ / バックドロップ・ホールド
全日本プロレスで主にヘビー級戦線における奥の手として使用された。相手の片足を抱え込む形で使用。相手を持ち上げた後、大きく溜めをつくって投げるのが特徴で、高角度で繰り出すこともあった。前述のスミス、コブラとの三つ巴戦でコブラを投げた後強引に押さえ込み、見事王座を奪取した。
また、現在でこそコーナーポスト上での技の攻防は試合中の見せ場の一つになっているが、キッドはその先駆者的存在の一人であり、トップロープからの雪崩式ブレーンバスター（スーパープレックス）やサイド・スープレックスなども得意としていた。
他にも、相手の首に腕を打ちつけるのではなく、腕を引っ掛けるようにしてマットに引き倒す独特のラリアットも得意とし、ラリアットの元祖スタン・ハンセンをなぎ倒した事もある。

## 獲得タイトル
ジョイント・プロモーションズ
- ブリティッシュ・ライト級王座 : 1回[54]
- ブリティッシュ・ウェルター級王座 : 1回[9]
- ヨーロピアン・ウェルター級王座 : 1回[55]

スタンピード・レスリング
- 英連邦ミッドヘビー級王座 : 5回[13]
- スタンピード世界ミッドヘビー級王座 : 5回[56]
- スタンピード北米ヘビー級王座 : 1回[30]
- スタンピード・インターナショナル・タッグ王座 : 6回（w / セキガワ、ロック・ネス・モンスター、Kasavudo、デューク・マイヤース、デイビーボーイ・スミス×2）[57]

パシフィック・ノースウエスト・レスリング
- NWAパシフィック・ノースウエスト・ヘビー級王座 : 1回[27]
- NWAパシフィック・ノースウエスト・タッグ王座 : 1回（w / ジ・アサシン）[28]

新日本プロレス
- WWFジュニアヘビー級王座 : 1回[25]

ワールド・レスリング・フェデレーション
- WWF世界タッグ王座 : 1回（w / デイビーボーイ・スミス）[33]

全日本プロレス
- NWAインターナショナル・ジュニアヘビー級王座 : 1回[58]
- アジアタッグ王座 : 1回（w / ジョニー・スミス）[42]

アトランティック・グランプリ・レスリング
- AGPWインターナショナル・ヘビー級王座 : 1回[59]

プロレス大賞
- 1991年度プロレス大賞 特別功労賞

## 著作
- 『PURE DYNAMITE - ダイナマイト・キッド自伝』 BLOODY FIGHTING BOOKS（2001年、エンターブレイン、ISBN 4757706391）

## 入場曲
日本では国際プロレス、新日本プロレス、全日本プロレスで入場テーマ曲は異なっていた。
- 王座の間とエンド・タイトル（ジョン・ウィリアムズ）（国際プロレス時代）
- "Magic"（ビリー・コブハム『マジック（Magic）』所収）（新日本プロレス時代）
- "Car Wars"（トム・スコット『ストリート・ビート（Street Beat）』所収）（全日本プロレス時代）
- "Rule, Britannia!"（WWFでのブリティッシュ・ブルドッグス時代）